# Kim Strömberg
Kim Peter Strömberg (* 8. Dezember 1987 in Helsinki) ist ein finnischer Eishockeyspieler, der seit November 2018 für KooKoo in der Liiga spielt.

## Karriere
Seine Karriere begann er in Finnland und war dort für Jokerit engagiert. 2008 wechselte er zu Tappara.  In der Saison 2012/2013 spielte für Orli Znojmo in der Österreichischen Eishockey-Liga (EBEL). Von dort wechselte er in der Saison 2013/2014 zum Ligakonkurrenten HC Bozen, mit dem er am Saisonende die Meisterschaft der EBEL gewann.
In der Saison 2014/15 war Strömberg für den EC KAC in der Österreichischen Eishockey-Liga (EBEL) tätig.

## Erfolge und Auszeichnungen
- 2014 EBEL-Sieger mit dem HC Bozen